# Годе, Марсель
Марсель Годе (фр. Marcel Godet) (8 мая 1877, Невшатель, Швейцария — 13 июля 1949, там же) — швейцарский библиограф и библиотековед.

## Биография
Родился 8 мая 1877 года в Невшателе. Учился на библиотекаря и затем некоторое время работал по своей специальности. В 1909 году был избран директором Швейцарской национальной библиотеки в Берне. Данную должность он занимал вплоть до 1945 года, после чего ушёл на пенсию. Благодаря его усилиям библиотека была радикально усовершенствована и была улучшена её работа и деятельность.
Скончался 13 июля 1949 года в Невштателе.

## Научные работы
Основные научные работы посвящены усовершенствованию работы Швейцарской национальной библиотеки. Автор свыше 13 научных работ

## Редакторская деятельность
- История библиографического лексикона Швейцарии (в 7 томах; 1921—34).
- Каталог Швейцарской национальной библиотеки (1901—47).

## Членство в обществах
- 1936—39 — Член ИФЛА
- 1947—49 — Почётный член ИФЛА